# トリオ (1987年のアルバム)
『トリオ』(Trio) は、ドリー・パートン、エミルー・ハリス、リンダ・ロンシュタットの共作による初めてのスタジオ・アルバムであり、ワーナー・ブラザース・レコードから1987年3月2日にリリースされた。このアルバムは世界中で400万枚以上を売り上げており、多くの賞賛も受けている。 

## バックグラウンド
長年の友人であり、お互いの崇拝者だったパートン、ハリス、ロンシュタットは、1970年代半ばに初めてアルバムを一緒に録音しようとしたが、スケジュールの競合やその他の困難（3人の女性がすべて異なるレコードレーベルで録音したという事実を含む）によってリリースにはいたらなかった。1970年代に中止されたレコーディングセッションの成果のいくつかは、三人のそれぞれのソロアルバムに反映されている。「ミスター・サンドマン」と「エヴァンジェリン」はハリスのアルバム『エヴァンジェリン』に収録され、パートンの「マイ・ブルー・ティアーズ」はロンシュタットの1982年のアルバム『ゲット・クローサー』に含まれていた。ロドニー・クロウエル作の"Even Cowgirls Get the Blues"は、ハリスのアルバム『ブルー・ケンタッキー・ガール』に収録されている。1970年代に中止されたセッションの別のトラック"Palms of Victory"はハリスの2007年のボックスセット Songbird：Rare Tracks and Forgotten Gems に含まれていた。パートンとロンシュタットもロンシュタットの1977年のアルバム『夢はひとつだけ』に収録された伝統的なバラード「アイ・ネヴァー・ウィル・マリー」を録音し、これらのセッションとは別に記録されたものの、『悪いあなた』に収録されたロンシュタットによるハンク・ウィリアムズの「アイ・キャント・ヘルプ・イット」ではハリスとともに歌っている。また、ロンシュタットとハリスは多くのパートンの楽曲を1970年代中期から終盤にかけての複数のソロアルバムでカバーしている。ハリスは「コート・オブ・メニー・カラー」と「トゥ・ダディ」をカバーし、ロンシュタットは「オールウェイズ・ラヴ・ユー」を録音した。パートンもまたハリスの「ボールダー・トゥ・バーミンガム」をカバーして1976年のアルバム All I Can Do に含めている。
最終的にジョージ・マッセンバーグによるプロデュースを受けて三人のコラボレーションの成果が実現した。『トリオ』は1987年3月にリリースされた時には、フィル・スペクターによって生み出されたザ・テディ―・ベアーズの1958年のヒット曲「逢った途端にひとめぼれ」のリメイク「つのる想い」を含む4枚のヒットシングルを生み出した。 

## 批評
| 専門評論家によるレビュー | 専門評論家によるレビュー |
| レビュー・スコア         | レビュー・スコア         |
| 出典                     | 評価                     |
| ------------------------ | ------------------------ |
| オールミュージック       | [ 3 ]                    |
| Robert Christgau         | B+                       |

 『ビルボード』誌は1987年3月14日付のレビューで、「カントリー・ミュージックの［新しい伝統主義者］がまだ多くの作品を手にしていられるのは、この三人の天の鳴き鳥が、70年代の粗悪品を通り抜けて生き生きと活気を保っていたためです。しかし、トリオのメンバーはここでの評判に依存していません。彼らのアルバムはあらゆるカットで驚くほど美しい。クロスオーバーは確実であり、「Somewhere Out There」でのジェームス・イングラムとのデュエットでホット100をまい進するロンシュタットの現在の勢いによってさらに加速される可能性が高いでしょう」と述べている。
『キャッシュボックス』誌1987年3月14日号では、「カントリー/ポップの最も偉大な三人の歌手による待望のコラボレーションは無条件の成功である。ほぼ完璧な曲の選択によって三人にハートを引き裂く微妙な部分とニュアンスを生み出す十分な余地を与えている（「テリング・ミー・ライズ」を聞いてください）。三人の独特な声がシームレスなハーモニーで融合し、最も甘美なカントリーのメロディーと、感動的で控えめな歌詞でただよっている。アルバート・リーやマーク・オコナーなど最高のサイドマンが結集して強められている」と述べられている。

## 商業的パフォーマンス
このアルバムは『ビルボード』誌のトップ・カントリーアルバム・チャートで5週間連続で1位となった。また、Billboard 200チャートでも最高で6位に達した。カナダではRPM誌のトップ・アルバム・チャートで4位に達した。スウェーデンではスヴァリイェトプリストン・アルバム・トップ60チャートで29位に、イギリスではオフィシャル・チャート・カンパニー全英アルバムチャートで最高位60位となった。
このアルバムからの最初のシングルである「つのる想い」は1987年2月にリリースされ 、米ビルボード・ホット・カントリー・シングル・チャートで1位に達し、カナダでもRPMカントリー・シングル・チャートで1位となった。2枚目のシングル「テリング・ミー・ライズ」は1987年5月にリリースされ 、ビルボード・ホット・カントリー・シングル・チャートで3位、ビルボード・ホット・アダルト・コンテンポラリー・チャートで35位、カナダのRPMカントリー・シングル・チャートで6位に達した。「ゾーズ・メモリーズ・オブ・ユー」は1987年9月に3枚目のシングルとしてリリースされ 、米ビルボード・ホット・カントリー・シングル・チャートで5位、RPM'カントリー・シングル・チャートでカナダでも1位となった。アルバムからの最後のシングルとなる4枚目の「ワイルドフラワーズ」は1988年3月にリリースされ 、米ビルボード・ホット・カントリー・シングル・チャートでは6位、RPMカントリー・シングル・チャートでは8位を記録した。

## 称賛
アルバムはデュオまたはグループのボーカルによる最優秀カントリー・パフォーマンスでグラミー賞を受賞した。また、マイケル・ジャクソン、U2、プリンス、ホイットニー・ヒューストンと共にアルバム・オブ・ザ・イヤーにもノミネートされた。「テリング・ミー・ライズ」もベスト・カントリー・ソングにノミネートされている。アルバムは1987年のアカデミー・オブ・カントリー・ミュージック・アウォード・オブ・ザ・イヤーを受賞し、1988年のカントリーミュージック協会賞でボーカル・イベント・オブ・ザイヤーを受賞した。
第30回年間グラミー賞
| 年   | ノミネート対象         | 賞                                                                   | 結果       |
| ---- | ---------------------- | -------------------------------------------------------------------- | ---------- |
| 1988 | 『トリオ』             | デュオまたはグループのボーカルによる最優秀カントリー・パフォーマンス | 受賞       |
| 1988 | 『トリオ』             | アルバム・オブ・ジ・イヤー                                           | ノミネート |
| 1988 | 「テル・ミー・ライズ」 | ベスト・カントリー・ソング                                           | ノミネート |

第22回アカデミー・オブ・カントリー・ミュージック・アウォード
| 年   | ノミネート対象 | 賞                         | 結果 |
| ---- | -------------- | -------------------------- | ---- |
| 1987 | 『トリオ』     | アルバム・オブ・ジ・イヤー | 受賞 |

第22回カントリーミュージック協会賞
| 年   | ノミネート対象 | 賞                                       | 結果 |
| ---- | -------------- | ---------------------------------------- | ---- |
| 1988 | 『トリオ』     | ヴォーカル・イヴェント・オブ・ジ・イヤー | 受賞 |

## トラックリスト
| #   | タイトル                                                                                 | 作詞 | 作曲・編曲 | 時間 |
| --- | ---------------------------------------------------------------------------------------- | ---- | ---------- | ---- |
| 1.  | 「ペイン・オブ・ラヴィング・ユー」(ドリー・パートン、ポーター・ワゴナー)                 |      |            | 2:32 |
| 2.  | 「メイキング・プランズ」(ジョニー・ラッセル、ヴォニ・モリソン)                           |      |            | 3:36 |
| 3.  | 「つのる想い」(フィル・スペクター)                                                       |      |            | 3:48 |
| 4.  | 「ホーボーズ・メディテイション」(ジミー・ロジャース)                                     |      |            | 3:17 |
| 5.  | 「ワイルドフラワーズ」(パートン)                                                         |      |            | 3:33 |
| 6.  | 「テリング・ミー・ライズ」(リンダ・トンプソン、ベッツィー・クック)                       |      |            | 4:26 |
| 7.  | 「マイ・ディア・コンパニオン」(トラディショナル)                                         |      |            | 2:55 |
| 8.  | 「ゾーズ・メモリーズ・オブ・ユー」(アラン・オブライアント)                               |      |            | 3:58 |
| 9.  | 「アイヴ・ハド・イナフ」(ケイト・マクギャリグル)                                         |      |            | 3:30 |
| 10. | 「ローズウッド・キャスケット」(トラディショナル、編曲：アヴィー・リー・パートン)         |      |            | 2:59 |
| 11. | 「ファーザー・アロング」(トラディショナル、編曲：ジョン・スターリングとエミルー・ハリス) |      |            | 4:10 |

## パーソネル
アルバムのライナーノーツから
- ロバート・ブレイクマン – 写真
- ジョディ・バーネット – チェロ
- デヴィッド・キャンベル –オーケストレーションと指揮
- ライ・クーダー – トレモロ・ギター
- ケニー・エドワーズ – フェリントン・アコースティック・ベース、エレクトリック・ベース
- ライザ・エドワーズ – 制作コーディネーター
- スティーブ・フィッセル– ペダル・スチール、ドブロ、コナ・ハワイアン・ギター
- エミルー・ハリス – リード・ボーカル、ハーモニー・ボーカル、アコース・ティックギター
- デニス・カルマジン – チェロ
- マーティ・クリスタル - クラリネット
- ラス・カンケル - ドラム
- コッシュ・ラーソン – アート・ディレクション、デザイン
- ロン・ラーソン - アート・ディレクション、デザイン
- アルバート・リー –アコースティック・ギター、ハイストラング・ギター、マンドリン
- デヴィッド・リンドレー – アコースティックギター、オートハープ、ダルシマー、ハーポレック、コナハワイアンギター、マンドリン
- ブライス・マーティン – フルート
- ジョージ・マッセンバーグ – プロデューサー、レコーディング
- ノヴィ・ノヴォグ –ヴィオラ
- マーク・オコナー – アコースティックギター、フィドル、ビオラ、マンドリン
- ドリー・パートン – リードボーカル、ハーモニーボーカル
- ビル・ペイン – アコースティックピアノ、エレクトリックピアノ、ハモンドオルガン、ハーモニウム
- ハーブ・ペダーセン – バンジョー、ボーカルアレンジ
- シャロン・ライス – エンジニアリングアシスタント
- リンダ・ロンシュタット – リードボーカル、ハーモニーボーカル
- ダグ・サックス – アナログおよびデジタルマスタリング
- リーランド・スカラー –フェリントンアコースティックベース
- ジョン・スターリング – アコースティックギター、アコースティックリズムギター、音楽コンサルタント
- チャールズ・ヴィール – コンサートマスター

## チャート
アルバム
| チャート（1987）                                   | ピーク ポジション |
| -------------------------------------------------- | ----------------- |
| カナダのトップアルバム（RPM）                      | 4                 |
| スウェーデン・アルバム（スヴァリイェトプリストン） | 29                |
| 全英アルバム（ OCC ）                              | 60                |
| 米国トップ・カントリー・アルバム（ビルボード）     | 1                 |
| 米Billboard 200                                    | 6                 |

シングル
| 題名                               | 年     | ピーク順位      | ピーク順位                     | ピーク順位            | ピーク順位 |
| 題名                               | 年     | 全米 カントリー | 全米 アダルト コンテンポラリー | カナダ カントリー RPM |            |
| ---------------------------------- | ------ | --------------- | ------------------------------ | --------------------- | ---------- |
| 「つのる想い」                     | 1987   | 1               | —                              | 1                     |            |
| 「テル・ミー・ライズ」             | 1987   | 3               | 35                             | 6                     |            |
| 「ゾーズ・メモリーズ・オブ・ユー」 | 1987   | 5               | —                              | 1                     |            |
| 「ワイルドフラワー」               | 1988年 | 6               | —                              | 8                     |            |

## 認定
| 国/地域                                             | 認定     | 認定/売上数 |
| --------------------------------------------------- | -------- | ----------- |
| アメリカ合衆国 (RIAA)                               | Platinum | 1,000,000^  |
| * 認定のみに基づく売上数 ^ 認定のみに基づく出荷枚数 |          |             |